# Ambès
Ambès es una comuna francesa situada en el departamento de Gironda, en la región de Nueva Aquitania.

## Demografía
| 2046 | 2243 | 2545 | 2715 | 2567 | 2824 | 3207 |
| Para los censos de 1962 a 1999 la población legal corresponde a la población sin duplicidades (Fuente: INSEE [Consultar]) |      |      |      |      |      |      |